# Суєрка
Сує́рка (рос. Суерка) — село у складі Упоровського району Тюменської області, Росія.
Населення — 1053 особи (2010, 1051 у 2002).
Національний склад станом на 2002 рік:
- росіяни — 81 %